# Верхний Студёный
Ве́рхний Студёный (укр. Верхній Студений) — село в Пилипецкой сельской общине Хустского района Закарпатской области Украины.
Население по переписи 2001 года составляло 759 человек. Почтовый индекс — 90010. Телефонный код — 3146. Код КОАТУУ — 2122484402.